# Juan José Paso
Juan José Esteban Paso (Buenos Aires, 2 giugno 1758 – San José de Flores, 10 settembre 1833) è stato un avvocato e politico argentino. Dopo essere stato tra i protagonisti della Rivoluzione di Maggio fu membro della Prima Giunta, della Giunta Grande, del Primo e del Secondo Triumvirato. Partecipò inoltre al Congresso di Tucumán, che proclamò l'indipendenza dalla Spagna.

## Biografia
Figlio del fornaio di origine galiziana Domingo del Passo, Juan José Paso si laureò in giurisprudenza all'Università di Córdoba nel 1779, e fu in seguito nominato professore di filosofia al Colegio de San Carlos, nella città di Buenos Aires, prima di trasferirsi per qualche anno in Perù. Tornato nel Vicereame del Río de la Plata, ricoprì alcuni incarichi all'interno della pubblica amministrazione coloniale.
Allo scoppio della Rivoluzione di Maggio partecipò all'assemblea (cabildo abierto) del 22 maggio 1810, nella quale affermò per la città di Buenos Aires il diritto di prendere l'iniziativa a nome di tutto il vicereame, le cui città sarebbero state coinvolte successivamente nel processo di cambiamento. La sua mozione ottenne 20 voti, che aggiunti a quelli delle mozioni di Solá, Ruiz Huidobro, Saavedra e di Castelli portarono alla destituzione del viceré Baltasar Hidalgo de Cisneros.
Il 25 maggio fu eletto dal cabildo segretario della Prima Giunta al pari di Mariano Moreno; inviato in missione diplomatica a Montevideo per propagandare gli ideali rivoluzionari, non riuscì ad evitare la guerra contro i realisti che vi si erano asserragliati. Alla dissoluzione della Giunta Grande, fu eletto membro del Primo Triumvirato con Feliciano Chiclana e Manuel de Sarratea, venendo sostituito il 5 aprile 1812 da Juan Martín de Pueyrredón alla scadenza del mandato.
L'8 ottobre 1812, a seguito del colpo di mano che provocò la caduta del precedente governo, fu designato dal cabildo a far parte del Secondo Triumvirato con Nicolás Rodríguez Peña e Antonio Álvarez Jonte; considerato poco in sintonia con la linea politica del partito liberale al potere, fu sostituito nel febbraio successivo da José Julián Pérez.
Al termine di una missione diplomatica in Cile, Paso fu eletto nel 1816 al Congresso di Tucumán, dal quale il 9 luglio lesse l'atto di indipendenza dell'Argentina. Ritiratosi dalla politica attiva, morì il 10 settembre 1833; i suoi resti furono portati al Cimitero della Recoleta.